# Hunch Bettors
hunch bettors er en dansk folkrock-gruppe bestående af fire unge mænd fra Holstebro og Thisted, der fik sit gennembrud i 2010 som en af vinderne af KarriereKanonen.
Gruppen består af Kasper Holm Wejse, Jeppe Ladegaard, Jesper Bagger Hviid og Jon Marius Brogaard Aeppli.

## Diskografi
- Splash-Dancing Kids (2011)